# Nino Leotti
Nino Leotti, all'anagrafe Antonino Leotti (Barcellona Pozzo di Gotto, 13 giugno 1919 – Barcellona Pozzo di Gotto, 7 febbraio 1993), è stato un pittore italiano appartenente al Gruppo Corrente.

## Biografia

### Giovinezza
Nino Leotti nasce il 13 giugno 1919 nella cittadina siciliana di Barcellona Pozzo di Gotto, figlio di Vincenzo Leotti,  un tenore e compositore di operette dilettante, e di Giulia Battaglioli, soprano lirico, che muore quando Nino aveva solo due anni. 
Nel 1922 il padre, che abbandona l'attività musicale per dedicarsi all'insegnamento, si stabilisce definitivamente a Barcellona Pozzo di Gotto. Nino Leotti si interessa fin da bambino alle arti: prima al canto e al teatro, in seguito alla pittura. In paese, grazie all'amicizia con il noto disegnatore e falsario di Al Capone, Vittorio Drago, esercita e raffina il suo stile pittorico.

### Gli anni della guerra
Si diploma all'età di 19 anni all'istituto Emilio Ainis di Messina, senza però interrompere la produzione artistica.

Durante il secondo conflitto mondiale viene chiamato alle armi con il ruolo di tenente del 4º reggimento Fanteria, ferito sul fronte greco-albanese, riceve una medaglia.
In seguito all'armistizio, si sposta a Milano dove alimenta attivamente la resistenza e aderisce al Manifesto degli artisti attraverso il quale gli artisti della resistenza espressero il loro timore di perdere l'arte così come la si conosceva: «Vogliamo impostare il discorso pittorico in funzione rivoluzionaria[...]. Ci riconosciamo solo in amore e odio. Picasso con Guernica pone tale questione. Noi si guarda a Picasso come al più autentico rappresentante di chi ha investito in senso completo la vita».
A Milano Leotti frequenta i protagonisti del neorealismo pittorico: Renato Guttuso, Giuseppe Mazzullo, Stefano D'Arrigo e Cesare Zavattini.

### Dopoguerra
Dopo il conflitto, torna in Sicilia. Per mantenersi si dedica alle attività teatrali dal truccatore al preparatore artistico al teatro Garibaldi di Castroreale in occasione dello spettacolo teatrale Arcobaleno. Dall'anno scolastico 1945/1946 inizia anche la sua carriera da insegnante presso vari istituti scolastici della provincia di Messina.
Nel 1947 consegue il diploma all'Accademia di Belle Arti di Palermo nonostante continui a ritenersi "autodidatta", e rifiuti la formazione artistica tradizionale, ritenuta "fuorviante".
L'amicizia con Renato Guttuso e lo scrittore conterraneo Beniamino Joppolo fu fondamentale nel suo ingresso nel Gruppo Corrente, movimento artistico nato sulle ceneri della rivista Vita Giovanile. I temi trattati sono soprattutto politici; la chiave pittorica è quella espressionistica impersonata da Carlo Carrà, Giacomo Manzù, Arturo Tosi, Raffaele De Grada e Francesco Messina, artisti famosi grazie alla fondazione di un luogo di riunione chiamato Bottega di Gruppo Corrente, diventata poi Galleria della Spiga e Corrente.

### Ritorno in Sicilia
Nel 1949 organizza a Barcellona Pozzo di Gotto la sua prima mostra personale, che susciterà molta attenzione della critica. Di tanto in tanto partecipa anche a concorsi di pittura caricaturale, attività a cui dedicherà un intero libro pubblicato postumo. Tra Sicilia e Calabria seguono numerose mostre; durante la Biennale Calabrese del 1951 ebbe modo di incontrare nuovamente gli amici artisti Renato Guttuso, Beppe Guzzi, Giuseppe Mazzullo, Giovanni Omiccioli e Carlo Walcher.

### La bohème romana
Dal 1951 al 1953 è presente alla Quadriennale di Roma; è di quest'ultimo anno la pubblicazione di un articolo polemico contro i denigratori dell'arte, soprattutto nella sua terra natale. Alla ricerca di un ambiente più stimolante, si trasferisce a Roma allontanandosi dalla Sicilia per più di cinque anni.
Si abilita nel 1953 all'incarico di Insegnante di Disegno e Storia dell'arte, ruolo che gli permette di esternare la sua passione artistica e anticonformista. Insegna presso la scuola media statale Albio Tibullo fino al 1958, poi la scuola media statale Giovanni Verga fino al 1959.
In questo periodo di grande ispirazione artistica, si susseguono mostre di successo. Nel suo neorealismo si fanno via via sempre più forti i motivi siciliani. Durante l'aprile 1957 Leotti, aiutato dall'imprenditore Cosimo Donadei, organizza una mostra personale presso la galleria romana La Cassapanca, con quadri che raffigurano paesaggi siciliani, Milazzo, Patti, Cefalù, Bafia e  Barcellona. Le opere riscuotono un notevole apprezzamento dal pubblico e dalla critica tanto che la mostra è riportata su diversi quotidiani nazionali (Secolo d'Italia, Giornale del Mattino, Il popolo) e regionali (Gazzetta del Sud, Giornale del Mezzogiorno, Corriere dell'isola). Il 2 maggio 1957 Il Rossoverde voce degli sportivi della federconsorzi, pubblica: "diremo che le sue opere sono caratterizzate dal silenzio, da un silenzio perfetto che regna in quei paesaggi vuoti dove pare non esista la mano dell'uomo[...]". 
 Leotti vive in pieno il fermento culturale della capitale ed entra in contatto con personaggi dello spettacolo come Vittorio De Sica, Mario Albertazzi, Cesare Zavattini e Sebastiano Carta. Il 20 agosto 1957 vince il primo premio nazionale di pittura bianco-nero città di Naso, cui avevano partecipato Ugo Attardi, Carlo Levi, Giuseppe Mazzullo, Giovanni Omiccioli, Renato Guttuso e Francesco Trombadori. Nell'estate 1958 partecipa alla mostra di Via Margutta a cui prendono parte anche Eva Fischer, Giorgio De Chirico, Renato Guttuso, Antonello Trombadori e Walter Lazzaro, riscuotendo grande successo presso la critica internazionale.

### Periodo maturo
All'inizio del 1959 decide di trasferirsi definitivamente in Sicilia, dove lo aspettano la moglie Masina, e i suoi due figli, Lilia e Walter. Ottiene il ruolo di insegnante di Disegno e Storia dell'arte al Liceo Luigi Valli restandovi fino al 1978. Apprezzato, riceve molti premi, e organizza il 4 giugno 1965 l'accoglienza a Salvatore Quasimodo nella città di Castroreale in occasione del premio di poesia in memoria di Vann'Antò.

A questo periodo risalgono le opere ispirate ai paesaggi marini della sua terra e il ritrovato attaccamento alla famiglia, dopo l'esperienza romana. Durante questo lungo periodo che si protrarrà fino alla morte, tiene anche lezioni private per giovani studenti, tra cui Salvatore De Pasquale, il solo a cui era permesso accedere al suo laboratorio e unico a cui rivela alcuni segreti pittorici sull'utilizzo dei colori.

### Ultimi anni e morte
Nel 1969  Nino Leotti trova spazio nell'Enciclopedia Universale Seda Della Pittura Moderna e nello stesso anno è citato nel Dizionario Degli Artisti Siciliani di Luigi Sarullo introdotto da Vittorio Sgarbi. Tra il 1970 e il 1990 tiene numerose mostre personali svoltesi in tutta Europa, tra cui  la prima Biennale Internazionale d'arte Marinara, Genova 1971,  2º premio Ibla Mediterraneo Internazionale Pittura e Grafica, Modica 1981. Viene intervistato nel 1990 dai microfoni di Rai Radio 2 da Sergio Palumbo.
Muore il 7 febbraio nel 1993 nella sua città natale che nel 1995 gli dedica un monumento con il suo ritratto in bronzo realizzato dal suo allievo Salvatore De Pasquale.

## Temi e tecniche

### Gli inizi
Il periodo giovanile è caratterizzato da dipinti di piccole dimensioni, in cui si denota una particolare propensione per il disegno.

### Gli anni '50
Le opere del dopoguerra sono contraddistinte da un forte realismo; come soggetto, Leotti usa quasi esclusivamente ambientazioni rurali siciliane. Gli strumenti più usati in questo periodo sono la china, la matita e l'acquerello.

### Gli anni '60
Negli anni '60 Leotti è alla ricerca di un nuovo effetto pittorico, mentre i soggetti rimangono gli stessi, contraddistinti da una velata malinconia. Nella seconda metà degli anni '60 adotta una nuova tecnica su carta lucida, che gli permette di intensificare l'effetto di rarefazione delle immagini creando un effetto "bagnato" o "sporco". Nel periodo tra il 1968-1969 sente vicine le agitazioni operaie e studentesche e scaglia la sua arte contro il tradizionalismo, dipingendo opere polemiche, per lo più di ispirazione dadaista, direttamente sulle pagine dei libri.

### Gli anni '70
Leotti negli anni '70 del 900 sposta le sue attenzioni verso i temi religiosi, dipingendo spesso crocifissi o madonne dalle connotazioni contadine. Gli ambienti sono spesso rurali e desolati, con figure solitarie dalle geometrie spigolose e pungenti che ricordano lo spirito di Cézanne. Non manca di dipingere opere di denuncia sociale che hanno contraddistinto il decennio passato.

### Gli anni '80
Gli ultimi anni di Nino Leotti vedono una notevole diminuzione della produzione artistica. Le sue opere dell'ultimo decennio si caratterizzano per la presenza di paesaggi amorfi e complessi, non più di ispirazione neorealista.

## Premi
- Socio onorario Rotary Club
- Membro onorario Accademia Latinitati Exolendae
- Membro onorario Accademia della Scocca
- Primo premio Nazionale Città di Naso

### Mostre
1949-1966
- Circolo "Igea Virtus", 1949, Barcellona Pozzo di Gotto
- VI Mostra della Caricatura, 1949, Trieste
- VII Mostra della Caricatura, 1949, Trieste
- Biennale Calabrese, 1951, Reggio Calabria
- Maggio di Bari, Bari, 1951
- 1ª Mostra Nazionale di Pittura "Città di Messina", 1951, Messina
- VI Quadriennale d'Arte Nazionale, 1951-1952, Roma
- Esposizione dell'agricoltura, 1953, Roma
- XXI Promotrice d'Arte Catania, 1954, Catania
- La comunicativa, 1956, Roma
- "La Cassapanca", 1957, Galleria "La Cassapanca", Roma
- 1ª collettiva degli artisti siciliani a Roma, 1957, Roma
- Primo premio Nazionale Città di Naso, 1957, Naso
- Fiera di via Margutta, 1958, Roma
- Mostre personali, maggio-luglio 1954, Amburgo, Monaco, Copenaghen, Zurigo, Amsterdam
- "Il Fondaco",1966, Galleria "Il Fondaco", Messina

1971-1978
- 1ª Biennale Internazionale d'Arte Marina, 1971, Genova palazzo Tursi
- XX concorso-esposizione di pittura estemporanea per l'assegnazione del premio nazionale "Marina di Ravenna", 1972, Ravenna
- Galleria "Il Pendolo", 1973, Galleria "Il Pendolo" Messina
- Personale con presentazione di M.Freni, 1975, Via Margutta, Roma
- XVI Mostra di pittura Città di Capo d'Orlando, 1975, Capo d'Orlando

1978-1993
- 2º premio Ibla Mediterraneo Internazionale di pittura e grafica, 1981, Modica
- 1ª Mostra Figurativa Corda Frates,1983, Barcellona Pozzo di Gotto
- Barcellona arte 1990: tecniche, stili, tendenze, 1990, Barcellona Pozzo di Gotto
- Personale presso "Galleria Meceden", 1991, Milazzo